# TANTOクラシック!
『TANTOクラシック!』（タントクラシック）は、日本テレビ系列・BS日テレにて放送されていた音楽番組。放送期間は2007年4月から2008年9月まで。
「TANTO」とは、イタリア語でたくさん、いっぱいという意味がある。
2008年9月に放送終了し、「読響Symphonic Live〜深夜の音楽会」としてリニューアルされた。「TANTOクラシック!」にて予告された10月放送予定の内容は、そのまま「読響Symphonic Live」にて放送されている（両番組公式サイトの記述による）。

## 出演

### 管弦楽
- 読売日本交響楽団

### 司会
- 古市幸子 （当時日本テレビアナウンサー）

## スタッフ
- プロデューサー：中村英明
- 製作著作：日テレ

## 放送内容
| 放送回 | 放送日                           | 曲目 |
| ------ | -------------------------------- | --- |
| 1      | 2007年4月12日（木）1:41 - 2:41   | バーンスタイン：ウエストサイドストーリーより「シンフォニック・ダンス」 バーバー：弦楽のためのアダージョ ラフマニノフ：ピアノ協奏曲第3番から第1楽章                        |
| 2      | 2007年5月10日（木） 1:41 - 2:41  | バーンスタイン：オーケストラのためのディヴェルティメント ラフマニノフ：ピアノ協奏曲第3番より第2楽章、第3楽章                                                              |
| 3      | 2007年6月14日（木） 1:41 - 2:41  | マーラー：交響曲第9番より第1楽章 |
| 4      | 2007年7月05日（木） 1:41 - 2:41  | グリーグ：ピアノ協奏曲、君を愛す、抒情小曲集より小川、小人の行進 |
| 5      | 2007年8月09日（木） 1:41 - 2:41  | ブルックナー：交響曲第4番「ロマンティック」より第1楽章、第4楽章 |
| 6      | 2007年9月06日（木） 1:41 - 2:41  | エルガー：交響曲第1番 |
| 7      | 2007年10月11日（木） 2:29 - 3:29 | チャイコフスキー：ピアノ協奏曲第1番より第1楽章、 メンデルスゾーン：ヴァィオリン協奏曲より第1楽章 ドヴォルザーク：チェロ協奏曲より第1楽章                                  |
| 8      | 2007年11月15日（木）2:14 - 3:14  | ベートーヴェン：交響曲第7番より第1楽章、第2楽章、第4楽章 モーツァルト：ピアノ協奏曲第21番より第2楽章、第3楽章                                                             |
| 9      | 2007年11月29日（木）2:24 - 3:24  | プロコフィエフ：ヴァイオリン協奏曲第1番 交響組曲「キージェ中尉」より第3曲「キージェの結婚」、第4曲「トロイカ」、第5曲「キージェの葬式」 ラフマニノフ：交響的舞曲より第3曲 |
| 10     | 2008年1月10日（木）2:29 - 3:29   | ヴェルディ：歌劇「仮面舞踏会」から(前編) |
| 11     | 2008年2月14日（木）2:14 - 3:14   | ヴェルディ：歌劇「仮面舞踏会」から(後編) |
| 12     | 2008年3月13日（木）2:14 - 3:14   | ガーシュウィン：ラプソディ・イン・ブルー プッチーニ：歌劇「トゥーランドット」から「誰も寝てはならぬ」                                                                     |
| 13     | 2008年4月10日（木）2:44 - 3:44   | ベートーヴェン：ヴァイオリン協奏曲から ベートーヴェン：ピアノ協奏曲第5番「皇帝」から                                                                                      |
| 14     | 2008年5月15日（木）2:14 - 3:14   | ベートーヴェン：交響曲第7番から マーラー：交響曲第2番「復活」から |
| 15     | 2008年6月12日（木）2:44 - 3:44   | ドヴォルザーク：スラヴ舞曲集第1集から レスピーギ：リュートのための古風な舞曲とアリア第3組曲から ラヴェル：ボレロ                                                          |
| 16     | 2008年7月10日（木）2:29 - 3:29   | 東京芸術劇場マチネーシリーズ「第100回ガラコンサート」から |
| 17     | 2008年8月10日（土）2:35 - 3:35   | |
| 18     | 2008年9月11日（木）2:14 - 3:14   | ラフマニノフ：ピアノ協奏曲第2番から ラフマニノフ：ピアノ協奏曲第3番から                                                                                                   |

※日本テレビにおける放送日
※放送時間は暦日上の日時で表記